# Rwandisk franc
Rwandisk franc (FRw, eventuellt RF eller R₣ ISO 4217: RWF) är valutan i Rwanda. Den delas in i 100 centimes.

## Historia
Franc blev valutan i Rwanda 1916 då Belgien ockuperade den tidigare tyska kolonin och den kongolesiska francen ersatte den tyska östafrikanska rupien. Rwanda använde den kongolesiska valutan fram till 1960 då den Rwandisk- och burundiska francen introducerades. Rwanda började ge ut sin egen franc 1964.
Det finns planer på att introducera en gemensam valuta, en ny östafrikansk shilling, för de fem medlemsstaterna i den Östafrikanska gemenskapen, under slutet av 2012.

## Mynt
1964 introducerades mynt för 1, 5 och 10 francs, där mynten för 1 och 10 francs var i kopparnickel och 5 francs i brons. 1969 introducerades ett aluminiummynt för 1 franc, och 1970 även för ½ och 2 franc. En mindre variant av 10-francmyntet introducerades 1974, även detta i kopparnickel. Mynt för 20 och 50 franc introducerades 1977. En helt ny myntserie för 1-50 franc gavs ut 2004 (daterades till 2003) och ett nytt bimetalliskt mynt för 100 franc introducerades 2008 (daterat 2007).
- 1 franc - 98 % aluminium, 2 % magnesium
- 5 franc - brons
- 10 franc - brons
- 20 franc - nickelpläterat stål
- 50 franc - nickelpläterat stål
- 100 franc - nickelpläterad stålring och kopparpläterad stål-mitt.

Underenheten centimes har idag inga mynt.

## Sedlar
Rwanda and Burunci Bank of Emission delade på valutan 1964. Valörerna på sedlarna var då 20, 50, 100, 500 och 1 000 franc. Dessa valörer ersattes av nya som endast skulle gälla i Rwanda. 20- och 50-francsedlarna ersattes av mynt 1977 och 5 000-francsedeln introducerades 1978. Landets första 2 000-francsedel introducerades under mitten av december 2007. The National Bank of Rwanda (BNR) har även dragit in 100-francsedeln och ersatt denna med mynt. Sedlarna är sedan den 31 december 2009 inte giltiga längre.